# Claude d'Aumale
Pour les articles homonymes, voir Claude de Lorraine (homonymie).
Claude de Lorraine, dit le chevalier d'Aumale (13 décembre 1564 - 3 janvier 1591) est un prince français de la maison de Guise et un important chef ligueur. Il meurt à 26 ans en combattant contre Henri IV.

## Biographie
Il est le fils cadet de Claude de Lorraine duc d'Aumale et le frère de Charles de Lorraine, duc d'Aumale. Il est abbé de Saint-Père-en-Vallée et de Saint-Martin d'Auchy (Aumale).
Chef de l'armée de la Ligue à Paris, il était proche de la fraction la plus intransigeante. Il était considéré comme l'un des Guise les plus vaillants et les plus véhéments. Il est tué lorsqu'il tenta de reprendre Saint-Denis à la garnison qu'y avait laissé Henri IV sous le commandement de Dominique de Vic, le 3 janvier 1591.

## Littérature
C'est par une fiction toute poétique que Voltaire, dans le Xe chant de la Henriade, le fait périr au siège de Paris.
Robert Merle, dans le tome 5 de Fortune de France, en fait un des acteurs douteux du massacre de Saint-Symphorien, près de Tours en 1588.

## Iconographie
- Le chevalier d'Aumale gravé par Thomas de Leu (Gallica)

## Source
- Notice sur Claude de Lorraine, dit le chevalier d'Aumale, à propos d'un jeton - Bruxelles, Gobbaerts, 1872. in-8o ; 23 p. ; 1 fig. par Jules Chautard, doyen honoraire de la Faculté des sciences (Université catholique de Lille)